# هنري جرونوالد
هنري جرونوالد (بالإنجليزية: Henry Grunwald) هو دبلوماسي وصحفي أمريكي، ولد في 3 ديسمبر 1922 في فيينا في النمسا، وتوفي في 26 فبراير 2005 في نيويورك في الولايات المتحدة.

## وصلات خارجية
- هنري جرونوالد على موقع مونزينجر (الألمانية)
- هنري جرونوالد على موقع إن إن دي بي (الإنجليزية)